# 全保
全保（穆麟德轉寫：ciowamboo；？—1807年），杭阿坦氏，中國清朝官員，蒙古鑲黃旗人。

## 任職履歷
- 乾隆六十年七月二十九日（1795年9月12日），由熱河道監察御史遷任直隸按察使。
- 嘉慶四年七月十一日（1799年8月11日），調任山東省布政使。
- 嘉慶五年閏四月七日（1800年5月30日），護山東省巡撫。
- 嘉慶六年四月十五日（1801年5月27日），調任湖北省巡撫。
- 嘉慶九年九月二十日（1804年10月23日），任理藩院右侍郎一職。
- 嘉慶十年正月二十六日（1805年2月25日），理藩院右侍郎授任山東省巡撫一職。同年十一月七日（1805年12月27日）改任湖廣總督。
- 嘉慶十一年（1806年）十月，改任陝甘總督。
- 嘉慶十二年五月十八日（1807年6月23日）因病免職，後逝世。

子鼐满達、齊斌達、阿彥達均为进士。